# Oskar von Ekesparre

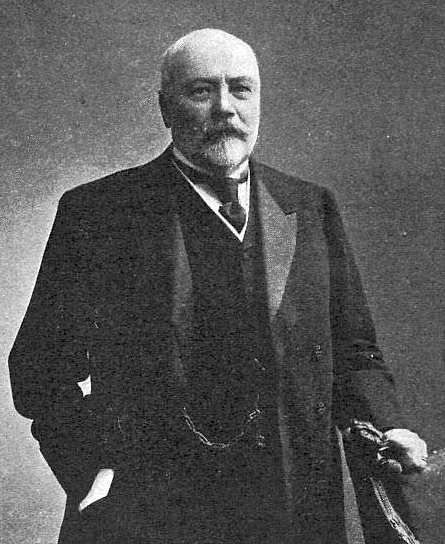
Oskar von Ekesparre (1915)

Oskar von Ekesparre (* 21. Julijul. / 2. August 1839greg. in Kangern auf Ösel; † 27. Dezember 1925 in Arensburg; vollständiger Name: Oskar Arkadius Otto von Ekesparre-Olbrück) war ein deutsch-baltischer Offizier, Eisenbahningenieur und Politiker.

## Leben
Oskar von Ekesparre wurde als Sohn des Oberstleutnants und Staatsrats Reinhold von Ekesparre, Gutsherr von Kangern auf Ösel, und dessen Frau Elisabeth geb. von Buxhoeveden geboren.

### Werdegang
Er absolvierte von 1850 bis 1858 im 2. Kadettencorps in Sankt Petersburg die Offiziersausbildung. Im Sommer 1858 wurde er Fähnrich und später Garde-Leutnant im Semenowschen Leibgarde-Infanteriereregiment. Vom Wintersemester 1858 bis zum Sommersemester 1860 besuchte er die Nikolai-Ingenieur-Akademie in Sankt Petersburg. Vom Wintersemester 1860 bis zum Wintersemester 1863 studierte er an der Polytechnischen Schule Karlsruhe Bauwesen und Maschinenbau. Das Studium schloss er im Februar 1864 als Ingenieur des Maschinenbaus ab.
Anschließend war er für verschiedene Eisenbahngesellschaften in Russland tätig, von 1864 bis 1866 als Sektionsingenieur und von 1866 bis 1868 als stellvertretender Direktor der Balta-Elisawetgrad-Bahn sowie von 1868 bis 1874 als Direktor der Charkow-Krementschuger-Bahn und daneben von 1872 bis 1874 als Oberingenieur der Snamenka-Nikolajewer-Bahn.
1874 wurde er Eigentümer des Guts Olbrück im Gouvernement Estland. Olbrück war aus den Gütern Zerell, Pödra und Mento entstanden. 1878 erwarb er im Brohlbachtal die Burg Olbrück.
Von 1876 bis 1906 war Oskar von Ekesparre Landmarschall von Ösel. 1909 war er Präsident der Obersten Eisenbahn-Kommission und ab 1920 Präsident des Öselschen Gemeinnützigen Verbandes.

### Familie

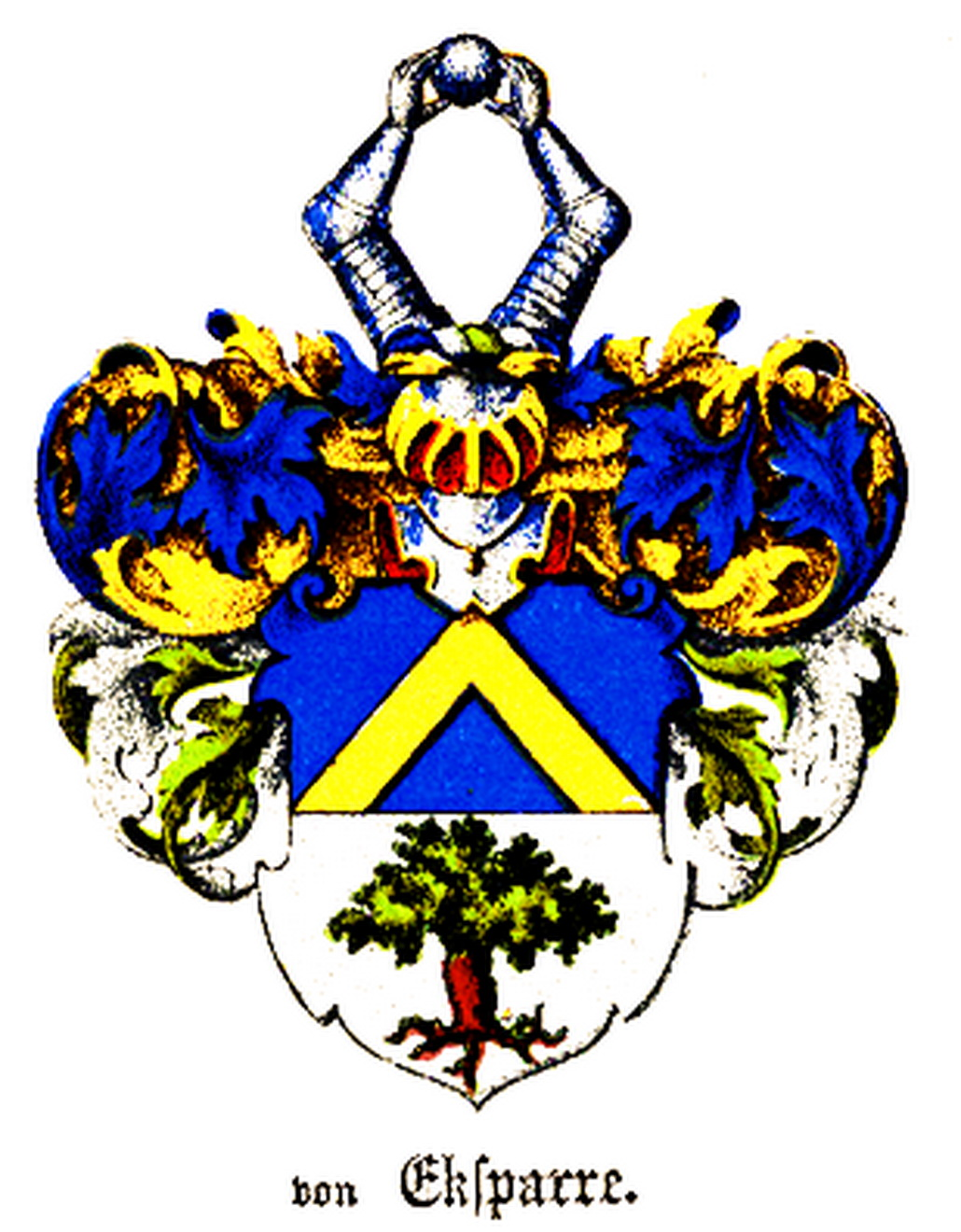
Wappen der Ekesparre

Oskar von Ekesparre-Olbrück stammte aus der alteingesessenen schwedisch-baltischen Adelsfamilie von Ekesparre. Sein Großvater war Reinhold Gustaf Magnus von Ekesparre (1776–1807), Adjunkt am Ordnungsgericht, der mit Natalie Elisabeth von Dilmar (1779–1859) verheiratet war, ihm folgte:
- Reinhold Gustaf Magnus von Ekesparre (1807–1876), Mitglied im russischen Staatsrat, verheiratet mit Charlotta Christina Elisabeth von Buxhoeveden (1811–1891)
  - Arthus Peter Leopold von Ekesparre (1838–1909), verheiratet mit Lydia Elise von Krüdener  (1844–1907)
  - Oskar Arkadi Otto von Ekesparre-Olbrück
  - Leopold Emil Hugo Reinhold von Ekesparre (1840–1856)
  - Ida Julie Natalie von Ekesparre (* 1841), verheiratet mit Carl Otto Gustaf Albert von Buxhoeveden (* 1833)
  - Adalbert Otto Eduard von Ekesparre (1842–1880), russischer Stabskapitän
  - Aline Marie Emma von Ekesparre (1844–1844)
  - Eugen Georg Alexander von Ekesparre (1845–1917), Ingenieur, Mitglied im russischen Staatsrat, verheiratet mit Anna Carolina Schilling von Canstatt (1845 – 1918)
  - Alfred Theodor von Ekesparre (* 1847), Ingenieur und Leutnant, Gutsbesitzer
  - Edgar Peter Joseph von Ekesparre (1849–1898), Kapitän, verheiratet mit Leontine Wilhelmine Butenop
  - Bruno Armin von Ekesparre (1850–1898), russischer Oberst, verheiratet mit Elisabeth Butenop († 1899)
  - Guido Leopold von Ekesparre (1852–1904), verheiratet mit Berta Cornelia Schmid (1860 – 1906)

Oskar war seit 1878 mit Bertha, einer geborenen von Buxhoeveden, Tochter des Landrats Arthur Baron von Buxhoeveden, Gutsherr von Kuiwast auf Ösel, verheiratet. Aus der Ehe gingen eine Tochter (Elisabeth Adelaine *1879, verheiratet mit Otto Reinhold von Stackelberg) und der Sohn Reinhold Arthur Peter von Ekesparre-Olbrück hervor, dieser wurde 1880 geboren und verstarb 1915 in Russland.

## Auszeichnungen
Oskar von Ekesparre wurde mit zahlreichen Titeln und Orden ausgezeichnet. Im Einzelnen waren dies:
- Ehrenbursch der Baltica Karlsruhe, des späteren Corps Baltica Danzig (1874)
- Hofmeister des kaiserlichen russischen Hofes
- Wirklicher Staatsrat (Russisches Kaiserreich)
- Kammerherr des russischen Zaren (1904)
- Mitglied des Reichsrats (1906)
- Ehrenmitglied der Livländischen Ökonomischen Sozietät
- Großkomturkreuz des Sankt-Stanislaus-Ordens
- Russischer Orden der Heiligen Anna I. Klasse
- Stern des Ordens des Heiligen Wladimir
- Großkordon des Kaiserlich-Königlichen Ordens vom Weißen Adler